# Addeen Idrakie
Addeen Idrakie (* 5. Januar 1994 in Kuala Lumpur) ist ein malaysischer Squashspieler.

## Karriere
Addeen Idrakie begann seine Karriere im Jahr 2013 und gewann auf der PSA World Tour bislang neun Titel. Seine höchste Platzierung in der Weltrangliste erreichte er mit Rang 61 am 30. Oktober 2023. Mit der malaysischen Nationalmannschaft nahm er 2017, 2019, 2023 und 2024 an der Weltmeisterschaft teil. 2021 wurde er mit ihr Asienmeister. Bei den 2023 ausgetragenen Asienspielen 2022 in Hangzhou gewann er mit der Mannschaft die Bronzemedaille. Im Einzel schied er im Viertelfinale aus. 2024 gewann Idrakie zum zweiten Mal mit der Mannschaft die Asienmeisterschaften. Im selben Jahr wurde er malaysischer Meister.

## Erfolge
- Asienmeister mit der Mannschaft: 2021, 2024
- Gewonnene PSA-Titel: 9
- Asienspiele: 1 × Bronze (Mannschaft 2022)
- Malaysischer Meister: 2024